# HK Vladimir
Le HK Vladimir - en russe : ХК Владимир - est un club de hockey sur glace de Vladimir dans l'oblast de Vladimir en Russie. Il évolue dans la Pervaïa Liga.

## Historique
Le club est fondé en 2008 .

## Palmarès
- Aucun titre.